# روبرتو لوسادا
روبرتو لوسادا (انگلیسی: Roberto Losada؛ زادهٔ ۲۵ اکتبر ۱۹۷۶) بازیکن فوتبال اهل اسپانیا است.
از باشگاه‌هایی که در آن بازی کرده‌است می‌توان به باشگاه فوتبال لوگو، باشگاه ورزشی رئال مایورکا، باشگاه فوتبال رئال وایادولید، باشگاه فوتبال رئال اویدو، باشگاه ورزشی کیتچی، و باشگاه فوتبال لاس پالماس اشاره کرد.
وی همچنین در تیم ملی فوتبال گالیسیا بازی کرده‌است.